# Gare de Cortenbosch
La gare de Cortenbosch (en néerlandais : Kortenbos) est une ancienne gare ferroviaire belge de la ligne 21, de Landen à Hasselt située, à proximité de Cortenbosch, sur le territoire de la ville de Saint-Trond, dans la province de Limbourg en Région flamande.
Mise en service en 1847 sur le chemin de fer de Saint-Trond à Hasselt, elle ferme en 1957.

## Situation ferroviaire
Établie à 51 m d'altitude, la gare de Cortenbosch était située au point kilométrique (PK) 17,3 de la ligne 21, de Landen à Hasselt entre les points d'arrêts de Senselberg et de Hendrikstraat.

## Histoire
La halte de Cortenbosch est mise en service le 1er août 1847 sur la ligne de Saint-Trond à Hasselt, construite par la Société anonyme des chemins de fer de Tournai à Jurbise et de Landen à Hasselt. Administrée depuis la gare de Saint-Trond, elle est exploitée, comme la ligne, par les Chemins de fer de l’État belge jusqu'en 1856, puis par le Chemin de fer d'Aix-la-Chapelle à Maastricht et par le Grand Central Belge de 1867 à 1897. L’État belge exploite à nouveau la ligne à partir de 1898 et rachète la concession deux ans plus tard.
En 1898, c'est une halte ouverte aux voyageurs et à tous trafics marchandises. La construction du bâtiment de la gare a lieu à cette époque.
La SNCB décide de la fermeture de plusieurs arrêts de la ligne 21, dont Cortenbosch, le 29 septembre 1957.

## Patrimoine ferroviaire
Démoli après la fin des dessertes voyageurs, le bâtiment des recettes appartenait au plan type 1893 des Chemins de fer de l’État belge tout comme celui, plus étendu, de la gare de Velm. Sa façade était en briques sans ornements et les fenêtres à linteaux droits en pierre. À Cortenbosch, l'aile principale pour les voyageurs comporte quatre travées et le nom de la gare est écrit en lettres métalliques.